# Сент-Андре (Реюньон)
Сент-Андре́ (фр. Saint-André) — город и коммуна заморского департамента Реюньон в округе Сен-Бенуа, в северо-восточной части острова Реюньон. Является пятым по численности населения городом острова (57 150 человек по данным на 2021 год).

## История
Территория между реками Ма (фр. Mât) и Сен-Жан (фр. Saint-Jean), где сейчас располагается город, была одним из первых мест, заселённых французскими колонистами на острове Реюньон. В 1646 году, через несколько лет после объявления острова владением Франции под названием остров Бурбон (фр. Île Bourbon), первые французские поселенцы были сосланы на остров по приказу Жака Прони, губернатора колонии Фор-Дофен на Мадагаскаре, в качестве меры по подавлению мятежей. Вплоть до 1718 года население этой части острова оставалось неизменно небольшим — например, в 1704 году здесь было зарегистрировано лишь 30 жителей, включая рабов. С ростом численности населения получило развитие сельское хозяйство, основанное на культурах чая, кофе, маниока, табака, кукурузы, риса, ванили и пшеницы. Этому способствовали плодородные земли, благодаря чему регион получил прозвище «Прекрасная страна» (фр. Beau Pays). В 1741 году Сент-Андре получил статус коммуны, отделившись от Сен-Бенуа.
С начала XIX века сельскохозяйственный акцент сместился в сторону культур сахарного тростника и ванили, в связи с чем Сент-Андре сегодня признан исторической столицей сахарной промышленности острова. После отмены рабства в 1848 году регион Сент-Андре был отмечен притоком рабочей силы из Южной Индии для работы на сахарных плантациях, благодаря чему в Сент-Андре по сей день существует значительная тамильская диаспора, а сам город известен своими храмами и считается центром малбарской культуры на острове.

## Климат
Как и во всей восточной части острова, климат в Сент-Андре — тропический влажный, с весьма слабо выраженной амплитудой температур. Будучи расположенным на наветренной стороне острова, Сент-Андре отличается продолжительными и обильными периодами выпадения осадков из-за круглогодичного воздействия пассатов.
| Показатель             | Янв. | Фев. | Март | Апр. | Май  | Июнь | Июль | Авг. | Сен. | Окт. | Нояб. | Дек. | Год  |
| ---------------------- | ---- | ---- | ---- | ---- | ---- | ---- | ---- | ---- | ---- | ---- | ----- | ---- | ---- |
| Средний максимум, °C   | 30,2 | 30,5 | 30,1 | 29,3 | 27,7 | 26,0 | 25,0 | 25,2 | 25,7 | 26,7 | 27,8  | 29,3 | 27,8 |
| Средний минимум, °C    | 22,3 | 22,5 | 22,0 | 21,1 | 19,5 | 17,8 | 17,0 | 17,1 | 17,7 | 18,9 | 19,9  | 21,4 | 19,7 |
| Норма осадков, мм      | 469  | 541  | 535  | 349  | 260  | 179  | 179  | 155  | 145  | 133  | 181   | 330  | 3456 |
| Источник: Météo-France |      |      |      |      |      |      |      |      |      |      |       |      |      |

## Население
Демографическая ситуация Сент-Андре отличается стабильным ростом со второй половины XX века, с увеличением темпа роста с начала 1990-х годов. Главным образом, это связано с высокой долей молодого населения (на долю возрастной группы до 15 лет приходится 28 % населения). Также наблюдается положительное миграционное сальдо, совпадающее с улучшением инфраструктуры в 1990-х годах в виде постройки автомагистрали между Сент-Андре и столицей региона Сен-Дени.
| Численность населения | Численность населения | Численность населения | Численность населения | Численность населения | Численность населения | Численность населения | Численность населения | Численность населения | Численность населения |
| 1961                  | 1967                  | 1974                  | 1982                  | 1990                  | 1999                  | 2006                  | 2011                  | 2016                  | 2021                  |
| --------------------- | --------------------- | --------------------- | --------------------- | --------------------- | --------------------- | --------------------- | --------------------- | --------------------- | --------------------- |
| 19 255                | ↗22 094               | ↗25 231               | ↗30 075               | ↗35 049               | ↗43 174               | ↗51 817               | ↗55 090               | ↗55 628               | ↗57 150               |